# Neil Travis
Pour les articles homonymes, voir Neil et Travis.
Herbert Neil Travis (né le 12 octobre 1936 à Los Angeles, mort à Arroyo Grande, Californie, le 28 mars 2012) est un monteur américain.

## Filmographie
- 1970 : Le Bourreau (The Traveling Executioner) de Jack Smight
- 1971 : They Call It Murder (en) de Walter Grauman (téléfilm)
- 1972 : Les Cowboys (The Cowboys) de Mark Rydell
- 1972 : Climb an Angry Mountain de Leonard Horn (téléfilm)
- 1973 : The Bait de Leonard Horn (téléfilm)
- 1974 : Roll Out (série télévisée)
- 1974 : Men of the Dragon de Harry Falk (téléfilm)
- 1974 : Harry O (série télévisée, 1 épisode Gertrude)
- 1975 : Black Bart de Robert Butler (téléfilm)
- 1976 : The Dark Side of Innocence de Jerry Thorpe (téléfilm)
- 1977 : Racines (Roots) de Marvin J. Chomsky, John Erman, David Greene et Gilbert Moses (feuilleton télévisé)
- 1977 : Snowbeast de Herb Wallerstein (téléfilm)
- 1977 : Alexander: The Other Side of Dawn (en) de John Erman (téléfilm)
- 1978 : Les Dents de la mer, 2e partie (Jaws II) de Jeannot Szwarc
- 1979 : Racines 2 (Roots: The Next Generations) de Georg Stanford Brown, Charles S. Dubin, John Erman et Lloyd Richards (feuilleton télévisé)
- 1979 : Les Fourgueurs (en) (Hot Stuff) de Michael DeLuise
- 1980 : Die Laughing de Jeff Werner
- 1980 : Nights at O'Rear's de Robert Mandel
- 1980 : Le Temps du rock'n'roll (The Idolmaker), de Taylor Hackford
- 1981 : Nobody's Perfekt de Peter Bonerz
- 1983 : Second Thoughts de Lawrence Turman
- 1983 : Cujo de Lewis Teague
- 1984 : Philadelphia Experiment (The Philadelphia Experiment) de Stewart Raffill
- 1985 : The Atlanta Child Murders  de John Erman (feuilleton télévisé)
- 1985 : Marie de Roger Donaldson
- 1987 : Sens unique (No Way Out) de Roger Donaldson
- 1988 : Hot Paint  de Sheldon Larry (téléfilm)
- 1988 : Cocktail de Roger Donaldson
- 1989 : Le Coup de Shannon (Shannon's Deal) de Lewis Teague (téléfilm)
- 1990 : Danse avec les loups (Dances with Wolves) de Kevin Costner
- 1991 : Trahie (Deceived) de Damian Harris
- 1992 : Jeux de guerre (Patriot Games) de Phillip Noyce
- 1993 : Bopha ! de Morgan Freeman
- 1994 : Danger immédiat (Clear and Present Danger) de Phillip Noyce
- 1995 : Alerte! (Outbreak) de Wolfgang Petersen
- 1996 : Moll Flanders, ou les mémoires d'une courtisane (Moll Flanders) de Pen Densham
- 1997 : À couteaux tirés (The Edge) de Lee Tamahori
- 1998 : Ma meilleure ennemie (Stepmom) de Chris Columbus
- 1999 : L'Homme bicentenaire (Bicentennial Man) de Chris Columbus
- 2001 : Le Masque de l'araignée (Along Came a Spider) de Lee Tamahori
- 2002 : La Somme de toutes les peurs (The Sum of All Fears) de Phil Alden Robinson
- 2003 : Terminator 3 - Le soulèvement des machines (Terminator 3: Rise of the Machines) de Jonathan Mostow
- 2007 : The 79th Annual Academy Awards de Louis J. Horvitz, Joel Gallen (pre-show), Errol Morris (émission de télévision)
- 2007 : Prémonitions (Premonition) de Mennan Yapo

## Distinctions

### Récompenses
- Gagné : Emmy Award du meilleur montage pour une série dramatique en 1978 pour Racines[2].
- Gagné : Oscar du meilleur montage en 1991 pour Danse avec les loups[2].

### Nominations
- Nomination au prix du meilleur montage lors des American Cinema Editors en 1978 pour Racines[2].
- Nomination au prix du meilleur montage lors des BAFTA Awards en 1992 pour Danse avec les loups[2].